# Шеміранат
35°56′00″ пн. ш. 51°35′00″ сх. д. / 35.933333333333° пн. ш. 51.583333333333° сх. д.
Шеміранат (перс. شهرستان شمیرانات) — шагрестан в провінції Тегеран (Іран). Столиця — Шеміран.
За даними перепису 2006 року, населення округу становило 37 778 осіб у 11 178 домогосподарствах. Наступний перепис 2011 року налічував 44 061 осіб у 14 227 домогосподарствах. За даними перепису 2016 року, населення округу становило 47 279 осіб у 16 107 домогосподарствах.

## Адміністративний поділ
| Адміністративний поділ             | 2006   | 2011   | 2016   |
| ---------------------------------- | ------ | ------ | ------ |
| Лавасанат                          | 22,289 | 25,376 | 29 860 |
| Лавасан-е-Бозорг (сільський округ) | 3,873  | 3,752  | 6,034  |
| Лавасан-е-Кучак (сільський округ)  | 2,968  | 5,918  | 5680   |
| Лавасан (місто)                    | 15,448 | 15,706 | 18,146 |
| Рудбар-е-Касран                    | 15 489 | 18 685 | 17,419 |
| Рудбар-е-Касран (сільський округ)  | 8,594  | 10 691 | 7,051  |
| Фашам (місто)                      | 6,895  | 7,994  | 6,945  |
| Шемшак (місто) 1                   |        |        | 3,423  |
| Всього                             | 37,778 | 44,061 | 47,279 |